# Ёси Баба
Ёси Баба (яп. 馬場よ志; 3 июня 1907 года — 4 января 2022 года) — японская долгожительница, возраст которой подтверждён Исследовательской группой геронтологии (GRG) и Группой LongeviQuest (LQ). На момент своей смерти она была 5-м по возрасту живым человеком в Японии, и 11-м в мире. Её возраст составлял 114 лет 215 дней, а также на момент смерти она была 87-м старейшим человеком в истории.

## Биография
Ёси Баба родилась 3 июня 1907 года в Кофу, префектура Яманаси, Япония. Она была младшей из девяти братьев и сестёр. Её отец служил в самурайской семье во дворце Кофу.
Она окончила среднюю школу Яманаси и стала учителем начальной школы. Она вышла замуж за своего будущего мужа Ичиро Сона, который был учителем школы, у них было 5 детей.
В 1944 году, Ёси Баба переехала в Тонэха, Минобу-тё (бывший Симомачи), где находился дом родителей её мужа.
Ёси Баба увлекалась своим увлечениям и состояла в Танка-клубе Культурного объединения города, в котором она продолжала работать до 90 лет. Также она была увлечена созданием искусства, пока ей не исполнилось 100 лет.
До 103 лет она всё делала сама, она была самостоятельным человеком.
В 2016 году она переехала в дом престарелых «Минори но Сато Марутаки».
В сентябре 2018 года Ёси Баба была самым старым человеком в префектуре Яманаси.
У Ёси Бабы 5 детей, 9 внуков и 17 внуков по состоянию на 2018 год.
Ёси Баба умерла 4 января 2022 года в Минобу, префектура Яманаси, в возрасте 114 лет 215 дней, а также единственным подтверждённым долгожителем из префектуры. По совпадению в тот же день умерла Валентин Линьи, которая была на момент смерти 49-м старейшим человеком в истории.

## Рекорды долгожителя
- 3 июня 2021 года отпраздновала свое 114-летие.
- С декабря 2021 года по 4 апреля 2024 года Ёси Баба входила в число 100 старейших людей в мировой истории.